# Episodi di The Adventures of Ozzie and Harriet (seconda stagione)
La seconda stagione della serie televisiva The Adventures of Ozzie and Harriet è stata trasmessa in anteprima negli Stati Uniti d'America dalla ABC tra il 18 settembre 1953 e l'11 giugno 1954.
| nº | Titolo originale          | Titolo italiano | Prima TV USA      | Prima TV Italia |
| -- | ------------------------- | --------------- | ----------------- | --------------- |
| 1  | New Chairs                |                 | 18 settembre 1953 |                 |
| 2  | The Party                 |                 | 25 settembre 1953 |                 |
| 3  | The Boy's Paper Route     |                 | 2 ottobre 1953    |                 |
| 4  | The Window Pane           |                 | 9 ottobre 1953    |                 |
| 5  | David's Pipe              |                 | 16 ottobre 1953   |                 |
| 6  | David's 17th Birthday     |                 | 23 ottobre 1953   |                 |
| 7  | No Noise                  |                 | 30 ottobre 1953   |                 |
| 8  | The Hustler               |                 | 6 novembre 1953   |                 |
| 9  | Boys' Day                 |                 | 13 novembre 1953  |                 |
| 10 | The Suggestion Box        |                 | 20 novembre 1953  |                 |
| 11 | The Ladder                |                 | 27 novembre 1953  |                 |
| 12 | Parental Guidance         |                 | 4 dicembre 1953   |                 |
| 13 | The Insurance Policy      |                 | 11 dicembre 1953  |                 |
| 14 | Credit Reference          |                 | 18 dicembre 1953  |                 |
| 15 | The Miracle               |                 | 25 dicembre 1953  |                 |
| 16 | The Hunter                |                 | 1º gennaio 1954   |                 |
| 17 | Ozzie's Night Out         |                 | 8 gennaio 1954    |                 |
| 18 | The Camera                |                 | 15 gennaio 1954   |                 |
| 19 | Courage                   |                 | 22 gennaio 1954   |                 |
| 20 | The Incentive             |                 | 29 gennaio 1954   |                 |
| 21 | Too Many Children         |                 | 5 febbraio 1954   |                 |
| 22 | David's Career            |                 | 12 febbraio 1954  |                 |
| 23 | Harriet Gives a Party     |                 | 19 febbraio 1954  |                 |
| 24 | Old Fashioned Remedy      |                 | 26 febbraio 1954  |                 |
| 25 | The Initiation            |                 | 5 marzo 1954      |                 |
| 26 | Ricky's Lost Letter       |                 | 12 marzo 1954     |                 |
| 27 | Father and Son Tournament |                 | 19 marzo 1954     |                 |
| 28 | Gentleman David           |                 | 26 marzo 1954     |                 |
| 29 | David Writes a Column     |                 | 2 aprile 1954     |                 |
| 30 | Over Protection           |                 | 9 aprile 1954     |                 |
| 31 | Be on Time                |                 | 16 aprile 1954    |                 |
| 32 | An Evening with Hamlet    |                 | 23 aprile 1954    |                 |
| 33 | New Neighbor              |                 | 30 aprile 1954    |                 |
| 34 | The Bird's Nest           |                 | 7 maggio 1954     |                 |
| 35 | A Friend of the Family    |                 | 14 maggio 1954    |                 |
| 36 | A Tuxedo for David        |                 | 21 maggio 1954    |                 |
| 37 | The Painter               |                 | 28 maggio 1954    |                 |
| 38 | Operation Economy         |                 | 4 giugno 1954     |                 |
| 39 | The Swimming Pool         |                 | 11 giugno 1954    |                 |